# Richard Dumas
Richard Wayne Dumas (Tulsa, 19 maggio 1969) è un ex cestista statunitense, professionista nella NBA. È il figlio di Rich Dumas.

## Carriera
È stato selezionato dai Phoenix Suns al secondo giro del Draft NBA 1991 (46ª scelta assoluta).

## Statistiche

### College
| Anno      | Squadra     | PG | PT | MP   | TC%  | 3P%  | TL%  | RP  | AP  | PRP | SP  | PP   |
| --------- | ----------- | -- | -- | ---- | ---- | ---- | ---- | --- | --- | --- | --- | ---- |
| 1987-1988 | OSU Cowboys | 30 | 26 | 31,2 | 54,6 | 0,0  | 74,7 | 6,4 | 1,6 | 1,6 | 1,0 | 17,4 |
| 1988-1989 | OSU Cowboys | 28 | 28 | 30,4 | 44,8 | 23,8 | 61,7 | 7,0 | 2,6 | 2,5 | 1,1 | 15,7 |
| 1989-1990 | OSU Cowboys | 12 | 7  | 23,0 | 54,9 | 0,0  | 63,6 | 5,4 | 2,3 | 1,5 | 0,4 | 12,7 |
| Carriera  | Carriera    | 70 | 61 | 29,5 | 50,1 | 19,2 | 68,5 | 6,5 | 2,1 | 1,9 | 0,9 | 15,9 |

### NBA

#### Regular Season
| Anno      | Squadra            | PG  | PT | MP   | TC%  | 3P%  | TL%  | RP  | AP  | PRP | SP  | PP   |
| --------- | ------------------ | --- | -- | ---- | ---- | ---- | ---- | --- | --- | --- | --- | ---- |
| 1992-1993 | Phoenix Suns       | 48  | 32 | 27,5 | 52,4 | 33,3 | 70,7 | 4,6 | 1,3 | 1,8 | 0,8 | 15,8 |
| 1994-1995 | Phoenix Suns       | 15  | 1  | 11,1 | 50,7 | 0,0  | 50,0 | 1,9 | 0,5 | 0,7 | 0,1 | 5,5  |
| 1995-1996 | Philadelphia 76ers | 39  | 14 | 18,9 | 46,8 | 22,2 | 70,0 | 2,5 | 1,1 | 1,1 | 0,2 | 6,2  |
| Carriera  | Carriera           | 102 | 47 | 21,8 | 50,9 | 23,1 | 69,4 | 3,4 | 1,1 | 1,3 | 0,5 | 10,6 |

#### Playoffs
| Anno     | Squadra      | PG | PT | MP   | TC%  | 3P% | TL%  | RP  | AP  | PRP | SP  | PP   |
| -------- | ------------ | -- | -- | ---- | ---- | --- | ---- | --- | --- | --- | --- | ---- |
| 1993     | Phoenix Suns | 23 | 20 | 21,7 | 52,5 | 0,0 | 75,5 | 2,8 | 1,0 | 0,9 | 0,6 | 10,9 |
| 1995     | Phoenix Suns | 3  | 0  | 1,7  | 25,0 | -   | -    | 0,3 | 0,0 | 0,0 | 0,0 | 0,7  |
| Carriera | Carriera     | 26 | 20 | 19,4 | 51,9 | 0,0 | 75,5 | 2,5 | 0,9 | 0,8 | 0,5 | 9,7  |

## Palmarès

### Squadra
- Campione USBL (1992)
- Campione di Porto Rico (1997)
- Coppa di Polonia: 1

Znic Pruszków: 1999

### Individuale
- NBA All-Rookie Second Team (1993)
- All-USBL First Team (1992)
- USBL All-Defensive Team (1992)
- Migliore nella percentuale di tiro USBL (1992)